# Сату Ноу (Покидија)
Ново село (рум. Satu Nou) насеље је у Румунији у округу Васлуј у општини Покидија. Oпштина се налази на надморској висини од 109 m.

## Становништво
Према подацима из 2011. године у насељу је живело 217 становника.